# Scaldasole
Scaldasole je italská obec v provincii Pavia v oblasti Lombardie.
K 31. prosinci 2010 zde žilo 980 obyvatel.

## Sousední obce
Dorno, Ferrera Erbognone, Sannazzaro de' Burgondi, Valeggio